# 陈宗尧
陈宗尧（？—1945年6月7日），湖南省茶陵县人，八路军军事将领。
1932年加入中国工农红军，担任独立营政治委员，随后担任湘赣红军独立第3师第7团政治处主任、红八军24师团政治处主任、红六军团17师50团副政治委员兼政治处主任，随后调往红六军团十七师野战医院当政治委员。1935年11月，随部参加长征，先后任红六军团四十九团团长、政治委员，红六军团模范师参谋长、政治部主任。抗日战争时期，担任八路军120师359旅717团副团长，随后改任平山独立团团长，随后改编新717团团长，率部返回陕北，参加南泥湾大生产运动。1944年，任第二支队长随八路軍南下，1945年6月7日，於湖南岳陽黃岸寺與國民革命軍第九十九軍發生武裝衝突阵亡。